# Bobovik
Bobovik (em cirílico: Бобовик) é uma vila da Sérvia localizada no município de Vladimirci, pertencente ao distrito de Mačva, na região de Mačva. A sua população era de 263 habitantes segundo o censo de 2011.

## Demografia
| 1948 | 1953 | 1961 | 1971 | 1981 | 1991 | 2002 | 2011 |
| ---- | ---- | ---- | ---- | ---- | ---- | ---- | ---- |
| 389  | 438  | 360  | 323  | 333  | 634  | 307  | 263  |